# Титла
Титла е префикс/суфикс или самостоятелна дума, добавена към името на някого, за да обозначи едновременно почитание и официална позиция или професионална квалификация.

## Титли на почитание
- ага
- адепт
- багренородни
- благородие
- високопреосвещенство
- височество
- величество
- господар/ка
- господин, госпожа, госпожица
- гуру
- ефенди
- махатма
- превъзходителство
- преосвещенство
- преподобни
- светейшество
- сенсей
- сър/дейм
- шогун
- хаджи

## Служебни титли
NB: Някои служебни титли са носени стриктно във връзка със службата, а други са по обичай задържани и след прекратяване на службата.

### Управление
- август/августина
- автократор
- алдерман
- архонт
- барон, баронеса
- баронет
- басилевс
- бвана
- бей
- болярин
- бургграф/иня
- василевс
- везир
- велик дука
- велик княз, велика княгиня
- велик магистър
- велик херцог, велика херцогиня
- велможа
- видам
- виконт
- вицекрал/ица
- господар
- граф, графиня
- губернатор
- деспот
- дож
- дук, дукеса
- елтебер
- емир
- ерцхерцог, ерцхерцогиня
- император, императрица
- кайзер
- княз, княгиня
- конт/еса
- комит/а
- канцлер
- кавалер
- каган
- кесар
- комисар
- комисионер
- крал/ица
- ландграф/иня
- лорд, лейди
- магистър
- маркграф/иня
- маркиз/а
- махараджа, махарани
- милорд, милейди
- набаб или науаб
- премиер
- пфалцграф/иня
- раджа, рани
- регент
- рицар
- самурай
- севаст
- севастократор
- сенатор
- сеньор/ита
- стюард
- султан
- такур, такурани
- трибун
- тугун
- упараджа
- фараон
- фрайхер
- халиф
- херцог, херцогиня
- цар, царица
- цезар
- цесаревич
- фараон
- халиф
- хан (кан)
- хидалго
- шериф
- шад

### Духовнически
- архидякон
- архиепископ
- архимандрит
- владика
- дякон
- екзарх
- епископ
- жрец
- игумен
- йеродякон
- кардинал
- колобър
- махараджа, махарани
- митрополит
- оракул
- пастор
- патриарх
- папа
- презвитер
- равин, рави
- ходжа
- шах

## Военни титли

### Войнишки
- ефрейтор
- матрос
- редник

### Сержантстки
- капрал
- мичман
- подофицер
- поручик
- прапоршчик
- сержант
- старшина
- фелдфебел
- фелдмаршал
- юнкер

### Офицерски
- адмирал
- генерал
- генералисимус
- капитан
- контраадмирал
- лейтенант
- майор
- подполковник
- полковник
- маршал

## Професионални титли
- адвокат
- архитект
- доктор
- инженер
- маестро
- нотариус
- офицер
- прокурор
- съдия
- философ

## Академични титли
- академик
- асистент
- доктор
- доцент
- професор